# Ruta Estatal de California 54
La Ruta Estatal 54 es una Ruta Estatal de California en San Diego que conecta a al Interestatal 5 con la ciudad de El Cajón. La primera sección fue construida en 1961, y la sección final fue completada en 1976. La carretera inicia en el Oeste desde la I 5     en National City hacia el Este en los límites de la ciudad de El Cajón. La carretera tiene una longitud de 24,1 km (15 mi).
Esta ruta es parte de Sistema de Autovías y Vías Expresas de California.

## Otros nombres
La Ruta 54 tiene los siguientes nombres, dados por varias leyes estatales:
- Jamacha Road: desde Campo Road hacia East Main Street.
- South Bay Freeway: desde I-805 hacia la Ruta 94.
- Filipino-American Highway: desde su terminal occidental hacia la Ruta 125.[4]

## Salidas e intersecciones principales
Nota: a excepción donde los prefijos son con letras, los postes de mileajes fueron medidos en 1964, basados en la alineación y extendimiento de esa fecha, y no necesariamente reflejan el actual mileaje.
Toda la ruta se encuentra dentro del condado de San Diego.
| Ubicación                                     | Mileaje | #  | Destinos                           | Notas                                                                     |
| --------------------------------------------- | ------- | -- | ---------------------------------- | ------------------------------------------------------------------------- |
| National City                                 | 0.00    | 1  | I 5 (San Diego Freeway)            | Salida oeste y entrada este; señalizada como salida 1A (sur) y 1B (norte) |
| National City                                 | 0.40    | 1C | National City Boulevard, Broadway  | Salida oeste y entrada este                                               |
| National City                                 | 0.90    | 1D | Highland Avenue, 4th Avenue        | Señalizada como salida 1 este                                             |
|                                               | 1.88    | 2  | I 805 (Jacob Dekema Freeway)       |                                                                           |
| National City                                 | 2.97    | 3  | Plaza Bonita Center Way, Reo Drive |                                                                           |
| National City                                 | 4.21    | 4  | Woodman Street                     |                                                                           |
| National City                                 | 4.99    | 5  | Briarwood Road                     |                                                                           |
|                                               | 6.30    | 6  | SR 125 sur (South Bay Expressway)  |                                                                           |
|                                               | 6.70    |    | SR 125 norte                       | Salida este y entrada oeste                                               |
| Brecha en SR 54; extremo este de la autopista |         |    |                                    |                                                                           |
|                                               | T10.99  |    | SR 94 (Campo Road)                 |                                                                           |
| El Cajón                                      | T14.21  |    | Límites de la ciudad de El Cajón   | mantenimiento estatal del extremo este                                    |
| El Cajón                                      | T16.26  |    | I 8 – San Diego, El Centro         | Nudo carretero                                                            |